# Asplenium sollerense
Asplenium sollerense är en svartbräkenväxtart som beskrevs av Lovis, Sleep och Reichst. Asplenium sollerense ingår i släktet Asplenium och familjen Aspleniaceae. Inga underarter finns listade.